# Армія Союзу

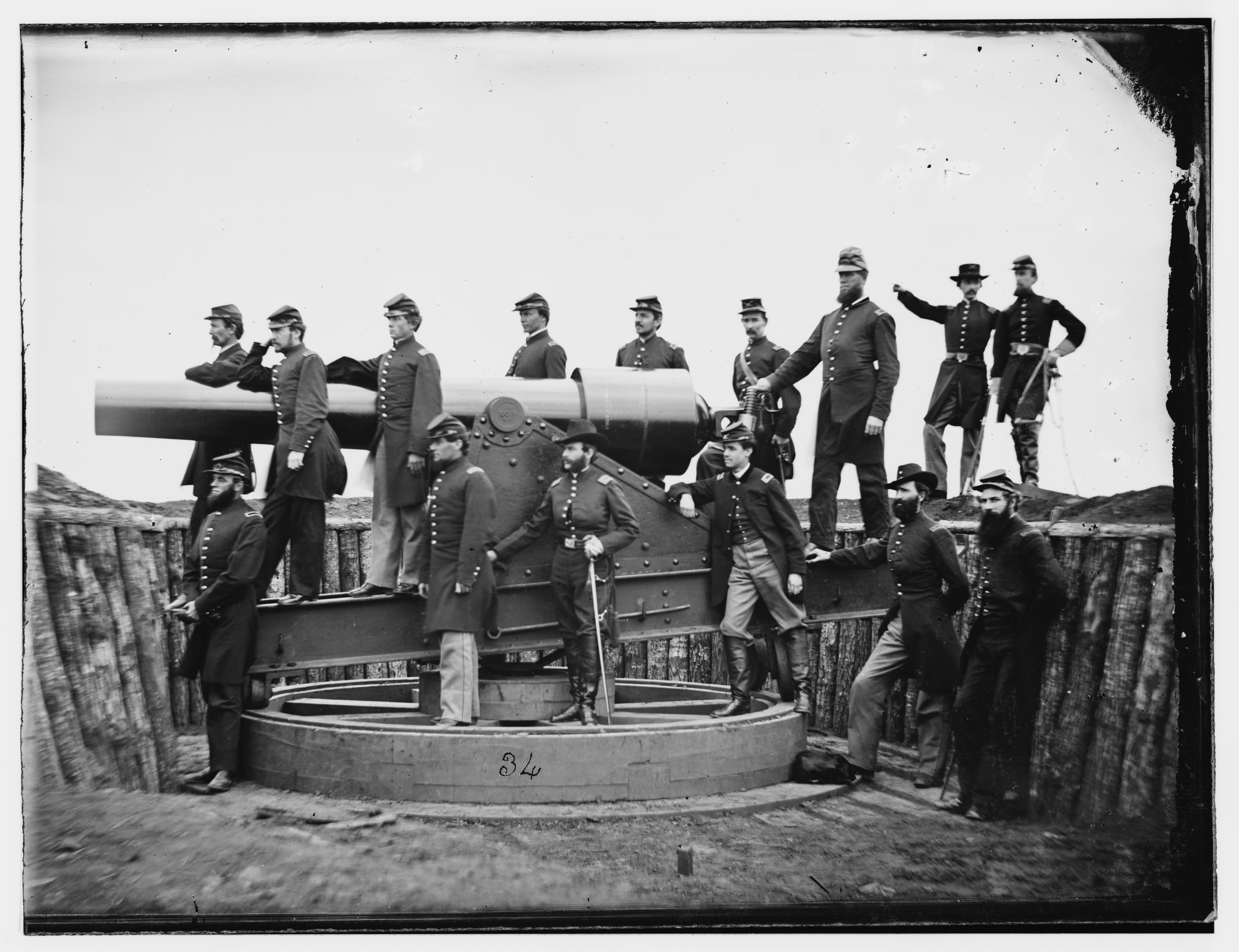
Вашингтон, округ Колумбія. Офіцери 3-го полку Массачусетської важкої артилерії (1865 р.)

Армія Союзу — позначав Армію Сполучених Штатів під час громадянської війни, коли вона  боролися за збереження Союзу штатів. Також відома як Федеральна армія, вона виявилася важливою для збереження Сполучених Штатів Америки як дієвої, життєздатної республіки. 
Армія Союзу складалася з постійної регулярної армії Сполучених Штатів, але була додатково посилена значною кількістю тимчасових підрозділів добровольців, а також тим, хто був призваний на службу в армії. Основним противником Армії Союзу була Армія Конфедерації. 
У ході війни в армію Союзу було зараховано 2 128 948 чоловіків тому числі 178 895 солдат не білої раси, 25% білих чоловіків, які служили, були народжені за кордоном. З цих солдатів 596 670 було вбито, поранено або зникло безвісти. Початковий контракт укладався всього на три місяці, після чого багато хто з добровольців вирішив продовжити його ще на три роки. 